# Volta a Geòrgia
La Volta a Geòrgia (Tour de Georgia en anglès) va ser una cursa ciclista per etapes que se celebrava l'abril de cada any des del 2003 fins al 2008 a l'estat de Geòrgia. La cursa, amb categoria 2.HC formava part de l'UCI America Tour.

## Palmarès
| Any  | Primer              | Segon                 | Tercer             |
| ---- | ------------------- | --------------------- | ------------------ |
| 2003 | Christopher Horner  | Fred Rodriguez        | Nathan O'Neill     |
| 2004 | Lance Armstrong     | Jens Voigt            | Christopher Horner |
| 2005 | Tom Danielson       | Levi Leipheimer       | Floyd Landis       |
| 2006 | Floyd Landis        | Tom Danielson         | Iaroslav Popòvitx  |
| 2007 | Janez Brajkovic     | Christian Vande Velde | David Cañada       |
| 2008 | Kanstantsín Siutsou | Trent Lowe            | Levi Leipheimer    |

## Altres classificacions
| Año  | Punts             | Muntanya           | Joves               |
| ---- | ----------------- | ------------------ | ------------------- |
| 2003 | Fred Rodriguez    | Christopher Horner | Saul Raisin         |
| 2004 | Gordon Fraser     | Jason McCartney    | Kevin Bouchard-Hall |
| 2005 | Gregory Henderson | José Luis Rubiera  | Trent Lowe          |
| 2006 | Fred Rodriguez    | Jason McCartney    | Janez Brajkovic     |
| 2007 | Juan José Haedo   | Ryder Hesjedal     | Janez Brajkovic     |
| 2008 | Gregory Henderson | Jason McCartney    | Trent Lowe          |